# 预应力智能张拉系统
预应力智能张拉系统，是指在预应力工程施工中，用于实施预应力张拉工艺的一种自动化设备。系统基本组成，通常由数字控制的电动油泵、带有传感器的千斤顶和具备人机交互功能的中央处理平台共同构成。